# قنطريون منتشر
القنطريون المنتشر واسمه العلمي (باللاتينية: Centaurea diffusa) نوع نباتي ينتمي إلى جنس القنطريون من الفصيلة النجمية.
موطنه المشرق العربي وتركيا والبلقان وأوكرانيا وروسيا. أدخل إلى أمريكا الشمالية حيث ينتشر كحشيشة ويعد نوعًا مجتاحاً.
النبات حولي أو ثنائي الحول.